# Uszcza
Uszcza (biał. Ушча, także Вушча; ros. Уща) – rzeka długości 60 km, płynąca poprzez Obwód pskowski w Rosji i Obwód witebski na Białorusi. Dopływ Dryssy. Nieżeglowna.